# Medaile za Anschluss
Medaile za Anschluss (německy: Die Medaille zur Erinnerung an den 13. März 1938, v překladu do češtiny Medaile k upomenutí na 13. březen 1938) byla medaile nacistického Německa zavedená 1. května roku 1938 jako medaile připomínající připojení Rakouského státu k Německé říši.
Vyznamenání bylo známo též jako "Medaile za Anschluss" a bylo udělováno všem Rakušanům, kteří se podíleli na anšlusu nebo také všem členům rakouské odnože NSDAP. Dále byla medaile udělována všem německým státním úředníkům, členům Wehrmachtu a Waffen-SS, kteří se podíleli na anšlusu.
Vyznamenání bylo udíleno až do 13. prosince roku 1940 a dohromady bylo uděleno 318 689 medailí.
Tato medaile je jednou ze série tří okupačních medailí (Anschluss, Sudety, Memel), které se shodují předním reliéfem.

## Vzhled vyznamenání
Medaile bylo založena na odznaku stranického dne NSDAP z roku 1938 a vzhled vyznamenání měl na starosti profesor Richard Klein. Medaile měla kulatý tvar a na vrchní straně mince byl znázorněn stojící muž na pódiu se znakem Třetí říše a držící jednou rukou nacistickou vlajku. Druhou rukou pomáhá druhému muži vylézt na pódium, který má na pravé ruce přetržené okovy. To symbolizuje připojení Rakouské první republiky k nacistickému Německu.
Na zadní straně medaile je uprostřed nápis "13. März 1938" (13. březen 1938) odkazující na datum anšlusu. Datum je obklopeno slovy "Ein Volk, Ein Reich, Ein Führer" ("Jeden lid, jedna říše, jeden vůdce"). Medaile je vyrobena z bronzu a má průměr 33 mm přičemž střed vyznamenání je zahlazený, což dělá hladké kraje a vysoký stupeň detailu.
Vyznamenání bylo nošeno jako malá stuha na pravé straně hrudníku při čemž stuha byla červené barvy s bílo-černými proužky na okrajích stuhy.